# Austria na Letnich Igrzyskach Olimpijskich 2004
Austrię na Letnich Igrzyskach Olimpijskich 2004 reprezentowało 74 zawodników: 54 mężczyzn i 20 kobiet.

## Zdobyte medale
| Medal | Zawodnik                            | Dyscyplina  | Konkurencja                             |
| ----- | ----------------------------------- | ----------- | --------------------------------------- |
|       | Roman Hagara, Hans-Peter Steinacher | Żeglarstwo  | Klasa Tornado                           |
|       | Kate Allen                          | Triathlon   | Indywidualnie                           |
|       | Claudia Heill                       | Judo        | Kategoria do 63 kg                      |
|       | Markus Rogan                        | Pływanie    | 100 m stylem grzbietowym                |
|       | Markus Rogan                        | Pływanie    | 200 m stylem grzbietowym                |
|       | Andreas Geritzer                    | Żeglarstwo  | Klasa Laser                             |
|       | Christian Planer                    | Strzelectwo | Karabin małokalibrowy trzy postawy 50 m |

## Skład kadry

### Judo
Mężczyźni
| Zawodnik        | Konkurencja | 1/32             | 1/16                      | 1/8              | Ćwierćfinał      | Półfinał         | Pierwsza runda repasaży | Półfinał repasaży | Finał            | Finał         |
| Zawodnik        | Konkurencja | Przeciwnik Wynik | Przeciwnik Wynik          | Przeciwnik Wynik | Przeciwnik Wynik | Przeciwnik Wynik | Przeciwnik Wynik        | Przeciwnik Wynik  | Przeciwnik Wynik | Pozycja       |
| --------------- | ----------- | ---------------- | ------------------------- | ---------------- | ---------------- | ---------------- | ----------------------- | ----------------- | ---------------- | ------------- |
| Ludwig Paischer | - 60 kg     |                  | Choi Min-ho P (0001-1000) | Nie awansował    | Nie awansował    | Nie awansował    | Nie awansował           | Nie awansował     | Nie awansował    | Nie awansował |

Kobiety
| Zawodniczka   | Konkurencja | 1/16                         | 1/8                         | Ćwierćfinał                  | Półfinał                     | Finał                          | Finał   |
| Zawodniczka   | Konkurencja | Przeciwniczka Wynik          | Przeciwniczka Wynik         | Przeciwniczka Wynik          | Przeciwniczka Wynik          | Przeciwniczka Wynik            | Pozycja |
| ------------- | ----------- | ---------------------------- | --------------------------- | ---------------------------- | ---------------------------- | ------------------------------ | ------- |
| Claudia Heill | - 63 kg     | Ronda Rousey W (0010 - 0000) | Sarah Clark W (1001 - 0001) | Hong Ok-song W (0100 - 0010) | Urška Žolnir W (1000 - 0111) | Ayumi Tanimoto P (0000 - 1000) | srebro  |

### Jeździectwo
| Zawodnik                                                          | Konkurencja              | Grand Prix                  | Grand Prix | Grand Prix Special | Grand Prix Special | Finał  | Finał |
| Zawodnik                                                          | Konkurencja              | Wynik                       | Poz.       | Wynik              | Poz.               | Wynik  | Poz.  |
| ----------------------------------------------------------------- | ------------------------ | --------------------------- | ---------- | ------------------ | ------------------ | ------ | ----- |
| Victoria Max-Theurer                                              | Ujeżdżenie indywidualnie | 68,667                      | 20.        | 68,840             | 19.                | 68,753 | 20.   |
| Nina Stadlinger                                                   | Ujeżdżenie indywidualnie | 67,375                      | 26.        | 64,920             | 25.                | 66,148 | 25.   |
| Fritz Gaulhofer                                                   | Ujeżdżenie indywidualnie | 63,667                      | 44.        | Nie awansował      | Nie awansował      | 63,667 | 44.   |
| Peter Gmoser                                                      | Ujeżdżenie indywidualnie | 62,750                      | 48         | Nie awansował      | Nie awansował      | 62,750 | 48.   |
| Victoria Max-Theurer Nina Stadlinger Fritz Gaulhofer Peter Gmoser | Ujeżdżenie drużynowo     | 68,667 67,375 63,667 62,750 | 8.         |                    |                    | 66,570 | 8.    |

| Zawodnik                                                             | Konkurencja        | Ujeżdżenie                        | Cross country                       | Skoki (runda kwalifikacyjna)                   | Razem              | Skoki (runda finałowa) | Finał              | Pozycja            |
| -------------------------------------------------------------------- | ------------------ | --------------------------------- | ----------------------------------- | ---------------------------------------------- | ------------------ | ---------------------- | ------------------ | ------------------ |
| Harald Ambros                                                        | WKKW indywidualnie | 54,0                              | 7,2                                 | 8,0                                            | 69,2               | 4,0                    | 73,2               | 19.                |
| Harald Siegl                                                         | WKKW indywidualnie | 60,6                              | 23,2                                | 12,0                                           | 95,8               | Nie sklasyfikowany     | Nie sklasyfikowany | Nie sklasyfikowany |
| Margit Appelt                                                        | WKKW indywidualnie | 74,6                              | 162,2                               | 35                                             | 271,8              | Nie sklasyfikowana     | Nie sklasyfikowana | Nie sklasyfikowana |
| Andreas Zehrer                                                       | WKKW indywidualnie | 60,4                              | Nie ukończył                        | Nie sklasyfikowany                             | Nie sklasyfikowany | Nie sklasyfikowany     | Nie sklasyfikowany | Nie sklasyfikowany |
| Harald Riedl                                                         | WKKW indywidualnie | Dyskwalifikacja                   | Dyskwalifikacja                     | Dyskwalifikacja                                | Dyskwalifikacja    | Dyskwalifikacja        | Dyskwalifikacja    | Dyskwalifikacja    |
| Harald Ambros Harald Siegl Margit Appelt Andreas Zehrer Harald Riedl | WKKW drużynowo     | 54,0 60,6 74,6 60,4 nie punktował | 7,2 23,2 162,2 1000,0 nie punktował | 8,0 12,0 35,0 nie sklasyfikowany nie punktował |                    |                        | 436,8              | 14.                |

### Kajakarstwo górskie
Mężczyźni
| Zawodnik        | Konkurencja | Eliminacje | Eliminacje | Eliminacje | Eliminacje | Eliminacje | Eliminacje | Półfinały | Półfinały | Finał         | Finał         | Pozycja |
| Zawodnik        | Konkurencja | P 1        | M.         | P 2        | M.         | Razem      | M.         | Czas      | Miejsce   | Czas          | Miejsce       | Pozycja |
| --------------- | ----------- | ---------- | ---------- | ---------- | ---------- | ---------- | ---------- | --------- | --------- | ------------- | ------------- | ------- |
| Helmut Oblinger | K-1         | 94,25      | 3.         | 98,94      | 16.        | 193,19     | 7.         | 98,02     | 13.       | Nie awansował | Nie awansował | 13.     |

Kobiety
| Zawodnik                 | Konkurencja | Eliminacje | Eliminacje | Eliminacje | Eliminacje | Eliminacje | Eliminacje | Półfinały | Półfinały | Finał          | Finał          | Pozycja |
| Zawodnik                 | Konkurencja | P 1        | M.         | P 2        | M.         | Razem      | M.         | Czas      | Miejsce   | Czas           | Miejsce        | Pozycja |
| ------------------------ | ----------- | ---------- | ---------- | ---------- | ---------- | ---------- | ---------- | --------- | --------- | -------------- | -------------- | ------- |
| Violetta Oblinger-Peters | K-1         | 110,95     | 6.         | 115,45     | 14.        | 226,40     | 7.         | 117,09    | 12.       | Nie awansowała | Nie awansowała | 12.     |

### Kolarstwo

#### Kolarstwo szosowe
| Zawodnik          | Konkurencja                    | Czas                 | Pozycja              |
| ----------------- | ------------------------------ | -------------------- | -------------------- |
| Georg Totschnig   | wyścig ze startu wspólnego (m) | 5:41:56              | 21.                  |
| Gerhard Trampusch | wyścig ze startu wspólnego (m) | 5:41:56              | 28.                  |
| Gerrit Glomser    | wyścig ze startu wspólnego (m) | 5:45:21              | 48.                  |
| Bernhard Eisel    | wyścig ze startu wspólnego (m) | Nie ukończył wyścigu | Nie ukończył wyścigu |
| Christiane Soeder | wyścig ze startu wspólnego (k) | 3:25:42              | 24.                  |

#### Kolarstwo górskie
| Zawodnik         | Konkurencja       | Czas    | Pozycja |
| ---------------- | ----------------- | ------- | ------- |
| Bärbel Jungmeier | cross-country (k) | 2:09:22 | 14.     |
| Christoph Soukup | cross-country (m) | 2:22:50 | 15.     |
| Michael Weiss    | cross-country (m) | 2:30:14 | 32.     |

#### Kolarstwo torowe
| Zawodnik                    | Konkurencja  | Punkty | Miejsce |
| --------------------------- | ------------ | ------ | ------- |
| Franz Stocher               | punktowy (m) | 9      | 17.     |
| Roland Garber Franz Stocher | Madison      | 8      | 8.      |

### Lekkoatletyka
Mężczyźni
Konkurencje biegowe
| Zawodnik            | Konkurencja           | Eliminacje | Eliminacje | Ćwierćfinał | Ćwierćfinał | Półfinał | Półfinał | Finał         | Finał         |
| Zawodnik            | Konkurencja           | Wynik      | Miejsce    | Wynik       | Miejsce     | Wynik    | Miejsce  | Wynik         | Miejsce       |
| ------------------- | --------------------- | ---------- | ---------- | ----------- | ----------- | -------- | -------- | ------------- | ------------- |
| Günther Weidlinger  | 5000 m                | 13:29,32   | 11.        |             |             |          |          | Nie awansował | Nie awansował |
| Michael Buchleitner | maraton               |            |            |             |             |          |          | 2:19:19       | 29.           |
| Martin Pröll        | 3000 m z przeszkodami | 8:26,01    | 8.         |             |             |          |          | Nie awansował | Nie awansował |

| Zawodnik        | Konkurencje   | Konkurencje                | Wyniki  | Punkty | Miejsce |
| --------------- | ------------- | -------------------------- | ------- | ------ | ------- |
| Roland Schwarzl | dziesięciobój | bieg 100 m                 | 10,98   | 865    | 23.     |
| Roland Schwarzl | dziesięciobój | skok w dal                 | 7,49    | 932    | 7.      |
| Roland Schwarzl | dziesięciobój | pchnięcie kulą             | 14,01   | 729    | 25.     |
| Roland Schwarzl | dziesięciobój | skok wzwyż                 | 1,94    | 749    | 20.     |
| Roland Schwarzl | dziesięciobój | bieg 400 m                 | 49,76   | 826    | 24.     |
| Roland Schwarzl | dziesięciobój | bieg na 110 m przez płotki | 14,25   | 942    | 11.     |
| Roland Schwarzl | dziesięciobój | rzut dyskiem               | 42,43   | 714    | 21.     |
| Roland Schwarzl | dziesięciobój | skok o tyczce              | 5,10    | 941    | 3.      |
| Roland Schwarzl | dziesięciobój | rzut oszczepem             | 56,32   | 683    | 20.     |
| Roland Schwarzl | dziesięciobój | bieg na 1500 m             | 4:33,56 | 721    | 13.     |
| Roland Schwarzl | dziesięciobój | Finał                      |         | 8102   | 10.     |

Kobiety
Konkurencje biegowe
| Zawodnik          | Konkurencja | Eliminacje | Eliminacje | Ćwierćfinał | Ćwierćfinał | Półfinał       | Półfinał       | Finał          | Finał          |
| Zawodnik          | Konkurencja | Wynik      | Miejsce    | Wynik       | Miejsce     | Wynik          | Miejsce        | Wynik          | Miejsce        |
| ----------------- | ----------- | ---------- | ---------- | ----------- | ----------- | -------------- | -------------- | -------------- | -------------- |
| Bettina Müller    | 100 m       | 11,39      | 4.         | 11,50       | 7.          | Nie awansowała | Nie awansowała | Nie awansowała | Nie awansowała |
| Karin Mayr-Krifka | 100 m       | 11,40      | 4.         | 11,55       | 8.          | Nie awansowała | Nie awansowała | Nie awansowała | Nie awansowała |
| Karin Mayr-Krifka | 200 m       | 22,81      | 5.         | 23,19       | 7.          | Nie awansowała | Nie awansowała | Nie awansowała | Nie awansowała |

### Pływanie
Mężczyźni
| Zawodnik          | Konkurencja       | Eliminacje | Eliminacje | Półfinał      | Półfinał      | Finał         | Finał         |
| Zawodnik          | Konkurencja       | Czas       | Miejsce    | Czas          | Miejsce       | Czas          | Miejsce       |
| ----------------- | ----------------- | ---------- | ---------- | ------------- | ------------- | ------------- | ------------- |
| Dominik Koll      | 200 m dowolnym    | 1:51,36    | 4.         | Nie awansował | Nie awansował | Nie awansował | Nie awansował |
| Markus Rogan      | 100 m grzbietowym | 54,87      | 1.         | 54,52         | 2.            | 54,35         | srebro        |
| Markus Rogan      | 200 m grzbietowym | 1:58,06    | 2.         | 1:57,50       | 2.            | 1:57,35       | srebro        |
| Maxim Podoprigora | 100 m klasycznym  | 1:03,08    | 2.         | Nie awansował | Nie awansował | Nie awansował | Nie awansował |
| Maxim Podoprigora | 200 m klasycznym  | 2:14,31    | 5.         | 2:14,66       | 6.            | Nie awansował | Nie awansował |

Kobiety
| Zawodniczka           | Konkurencja      | Eliminacje | Eliminacje | Półfinał       | Półfinał       | Finał          | Finał          |
| Zawodniczka           | Konkurencja      | Czas       | Miejsce    | Czas           | Miejsce        | Czas           | Miejsce        |
| --------------------- | ---------------- | ---------- | ---------- | -------------- | -------------- | -------------- | -------------- |
| Judith Draxler        | 50 m dowolnym    | 25,82      | 7.         | Nie awansowała | Nie awansowała | Nie awansowała | Nie awansowała |
| Judith Draxler        | 100 m dowolnym   | 57,29      | 3.         | Nie awansował  | Nie awansował  | Nie awansował  | Nie awansował  |
| align=leftMirna Jukić | 100 m klasycznym | 1:09,66    | 5.         | 1:10,06        | 7.             | Nie awansowała | Nie awansowała |
| 200 m klasycznym      | 2:28,28          | 3.         | 2:26,95    | 4.             | 2:26,36        | 7.             |                |
| Petra Zahrl           | 200 m motylkowym | 2:13,92    | 7.         | Nie awansowała | Nie awansowała | Nie awansowała | Nie awansowała |

### Podnoszenie ciężarów
Mężczyźni
| Zawodnik         | Konkurencja | Rwanie   | Rwanie  | Podrzut  | Podrzut | Razem    | Pozycja |
| Zawodnik         | Konkurencja | Wynik    | Pozycja | Wynik    | Pozycja | Razem    | Pozycja |
| ---------------- | ----------- | -------- | ------- | -------- | ------- | -------- | ------- |
| Matthias Steiner | -105 kg     | 182,5 kg | 11.     | 222,5 kg | 4.      | 405,0 kg | 7.      |

### Siatkówka

#### Siatkówka plażowa
Mężczyźni
| Zawodnik                       | Konkurencja | Faza grupowa                                  | Faza grupowa                                      | Faza grupowa                                         | Pozycja | 1/8              | Ćwierćfinały     | Półfinały        | Finał            | Finał   |
| Zawodnik                       | Konkurencja | Przeciwnik Wynik                              | Przeciwnik Wynik                                  | Przeciwnik Wynik                                     | Pozycja | Przeciwnik Wynik | Przeciwnik Wynik | Przeciwnik Wynik | Przeciwnik Wynik | Pozycja |
| ------------------------------ | ----------- | --------------------------------------------- | ------------------------------------------------- | ---------------------------------------------------- | ------- | ---------------- | ---------------- | ---------------- | ---------------- | ------- |
| Nik Berger Florian Gosch       | mężczyźni   | Javier Bosma Pablo Herrera 0:2 (14:21, 13:21) | Peter Gartmayer Robert Nowotny 2:0 (21:17, 21:17) | Martin Laciga Paul Laciga 0:2 (17:21, 19:21)         | 3.      | Nie awansowali   | Nie awansowali   | Nie awansowali   | Nie awansowali   | 17.     |
| Peter Gartmayer Robert Nowotny | mężczyźni   | Martin Laciga Paul Laciga 0:2 (14:21, 14:21)  | Nik Berger Florian Gosch 0:2 (17:21, 17:21)       | Javier Bosma Pablo Herrera 1:2 (19:21, 21:19, 11:15) | 4       | Nie awansowali   | Nie awansowali   | Nie awansowali   | Nie awansowali   | 19.     |

### Skoki do wody
Kobiety
| Zawodniczka             | Konkurencja              | Preeliminacje | Preeliminacje | Półfinał       | Półfinał       | Finał          | Finał          |
| Zawodniczka             | Konkurencja              | Punkty        | Miejsce       | Punkty         | Miejsce        | Punkty         | Miejsce        |
| ----------------------- | ------------------------ | ------------- | ------------- | -------------- | -------------- | -------------- | -------------- |
| Anja Richter-Libiseller | wieża 10 m indywidualnie | 302,16        | 17.           | 472,44         | 15.            | Nie awansowała | Nie awansowała |
| Marion Reiff            | wieża 10 m indywidualnie | 232,35        | 31.           | Nie awansowała | Nie awansowała | Nie awansowała | Nie awansowała |

### Strzelectwo
Mężczyźni
| Zawodnik           | Konkurencja | Kwalifikacje | Kwalifikacje | Finał         | Finał         |
| Zawodnik           | Konkurencja | Wynik        | Pozycja      | Wynik         | Pozycja       |
| ------------------ | ----------- | ------------ | ------------ | ------------- | ------------- |
| Thomas Farnik      | ppn 60      | 593          | 12.          | Nie awansował | Nie awansował |
| Christian Planer   | ppn 60      | 593          | 12.          | Nie awansował | Nie awansował |
| Mario Knögler      | kdw 60      | 592          | 16.          | Nie awansował | Nie awansował |
| Wolfram Waibel Jr. | kdw 60      | 592          | 16.          | Nie awansował | Nie awansował |
| Christian Planer   | Kdw3X40     | 1167         | 3.           | 1262,8        | brąz          |
| Thomas Farnik      | Kdw3X40     | 1165         | 6.           | 1261,4        | 6.            |

Kobiety
| Zawodnik            | Konkurencja | Kwalifikacje | Kwalifikacje | Finał          | Finał          |
| Zawodnik            | Konkurencja | Wynik        | Pozycja      | Wynik          | Pozycja        |
| ------------------- | ----------- | ------------ | ------------ | -------------- | -------------- |
| Monika Haselsberger | ppn 60      | 396          | 9.           | Nie awansowała | Nie awansowała |

### Szermierka
Mężczyźni
| Zawodnik         | Konkurencja          | 1/32             | 1/16                     | 1/8              | Ćwierćfinały     | Półfinały        | Finał            | Finał   |
| Zawodnik         | Konkurencja          | Przeciwnik Wynik | Przeciwnik Wynik         | Przeciwnik Wynik | Przeciwnik Wynik | Przeciwnik Wynik | Przeciwnik Wynik | Pozycja |
| ---------------- | -------------------- | ---------------- | ------------------------ | ---------------- | ---------------- | ---------------- | ---------------- | ------- |
| Roland Schlosser | floret indywidualnie |                  | Loïc Attely 14:15        | Nie awansował    | Nie awansował    | Nie awansował    | Nie awansował    | 23.     |
| Christoph Marik  | szpada indywidualnie |                  | Dymytro Kariuczenko 7:15 | Nie awansował    | Nie awansował    | Nie awansował    | Nie awansował    | 17.     |

### Taekwondo
Kobiety
| Zawodnik     | Konkurencja | 1/8                 | Ćwierćfinał           | Półfinał         | Repesaż 1        | Repesaż 2        | Finał            | Finał   |
| Zawodnik     | Konkurencja | Przeciwnik Wynik    | Przeciwnik Wynik      | Przeciwnik Wynik | Przeciwnik Wynik | Przeciwnik Wynik | Przeciwnik Wynik | Pozycja |
| ------------ | ----------- | ------------------- | --------------------- | ---------------- | ---------------- | ---------------- | ---------------- | ------- |
| Nevena Lukic | -49 kg      | Lineo Mochesane 4-0 | Euda Carias 1-1 (SUP) | Nie awansowała   | Nie awansowała   | Nie awansowała   | Nie awansowała   | 8.      |

Mężczyźni
| Zawodnik        | Konkurencja | 1/8                            | Ćwierćfinał                | Półfinał         | Repesaż 1             | Repesaż 2        | Finał            | Finał   |
| Zawodnik        | Konkurencja | Przeciwnik Wynik               | Przeciwnik Wynik           | Przeciwnik Wynik | Przeciwnik Wynik      | Przeciwnik Wynik | Przeciwnik Wynik | Pozycja |
| --------------- | ----------- | ------------------------------ | -------------------------- | ---------------- | --------------------- | ---------------- | ---------------- | ------- |
| Tuncay Caliskan | -68 kg      | Bertrand Gbongou Liango W (KO) | Huang Chih-hsiung P (8-10) | Nie awansował    | Tamer Hussein P (0-4) | Nie awansował    |                  | 7.      |

### Tenis stołowy
| Zawodnik                     | Konkurencja        | Runda 1          | Runda 2                                        | Runda 3                                                     | 1/8 finału                                                | Ćwierćfinały     | Półfinały        | Finał            | Finał   |
| Zawodnik                     | Konkurencja        | Przeciwnik Wynik | Przeciwnik Wynik                               | Przeciwnik Wynik                                            | Przeciwnik Wynik                                          | Przeciwnik Wynik | Przeciwnik Wynik | Przeciwnik Wynik | Pozycja |
| ---------------------------- | ------------------ | ---------------- | ---------------------------------------------- | ----------------------------------------------------------- | --------------------------------------------------------- | ---------------- | ---------------- | ---------------- | ------- |
| Werner Schlager              | gra pojedyncza (m) |                  |                                                | Li Ching 4:2 (8:11, 11:9, 12:14, 11:9, 11:9, 11:6)          | Timo Boll 3:4 (2:11, 14:12, 5:11, 9:11, 11:6, 11:4, 6:11) | Nie awansował    | Nie awansował    | Nie awansował    | 9.      |
| Chen Weixing                 | gra pojedyncza (m) |                  | William Wenzell 4:0 (11:7, 11:3, 12:10, 11:6 ) | Oh Sang-eun 3:4 (11:7, 6:11, 7:11, 8:11, 11:5, 11:9, 2:11)  | Nie awansował                                             | Nie awansował    | Nie awansował    | Nie awansował    | 17.     |
| Liu Jia                      | gra pojedyncza (k) |                  |                                                | Ai Fujinuma 3:4 (11:7, 11:6, 10:12, 6:11, 7:11, 11:8, 7:11) | Nie awansowała                                            | Nie awansowała   | Nie awansowała   | Nie awansowała   | 17.     |
| Karl Jindrak Werner Schlager | debel (m)          |                  |                                                |                                                             | Michael Maze Finn Tugwell 0:4 (10:12, 7:11, 6:11, 7:11)   | Nie awansowali   | Nie awansowali   | Nie awansowali   | 9.      |

### Tenis ziemny
Mężczyźni
| Zawodnik      | Konkurencja | 1/32                | 1/16             | 1/8              | Ćwierćfinały     | Półfinały        | Finał            | Finał             |
| Zawodnik      | Konkurencja | Przeciwnik Wynik    | Przeciwnik Wynik | Przeciwnik Wynik | Przeciwnik Wynik | Przeciwnik Wynik | Przeciwnik Wynik | Pozycja           |
| ------------- | ----------- | ------------------- | ---------------- | ---------------- | ---------------- | ---------------- | ---------------- | ----------------- |
| Jürgen Melzer | singel      | Vince Spadea 0:2 () | Nie awansował    | Nie awansował    | Nie awansował    | Nie awansował    | Nie awansował    | Miejsca 33. - 64. |

### Triathlon
| Zawodnik               | Konkurencja | Pływanie (1,5 km) | Zmiana 1 | Jazda na rowerze (40 km) | Zmiana 2 | Bieg (10 km) | Czas       | Pozycja |
| ---------------------- | ----------- | ----------------- | -------- | ------------------------ | -------- | ------------ | ---------- | ------- |
| Norbert Domnik         | mężczyźni   | 19:34             | 0:17     | 1:04:02                  | 0:23     | 34:57        | 1:59:13,25 | 37.     |
| Kate Allen             | kobiety     | 20:38             | 0:19     | 1:09:33                  | 0:25     | 33:48        | 2:04:43,45 | złoto   |
| Eva Bramböck-Dollinger | kobiety     | 20:32             | 0:21     | 1:09:34                  | 0:25     | 39:27        | 2:10:19,60 | 28.     |

### Wioślarstwo
Mężczyźni
| Zawodnik                                                          | Konkurencja | Eliminacje | Eliminacje | Repesaż | Repesaż | Półfinały C/D | Półfinały C/D | Półfinały A/B | Półfinały A/B | Finał C/D | Finał C/D | Finał A/B     | Finał A/B     | Miejsce |
| Zawodnik                                                          | Konkurencja | Czas       | M.         | Czas    | M.      | Czas          | M.            | Czas          | M.            | Czas      | M.        | Czas          | M.            | Miejsce |
| ----------------------------------------------------------------- | ----------- | ---------- | ---------- | ------- | ------- | ------------- | ------------- | ------------- | ------------- | --------- | --------- | ------------- | ------------- | ------- |
| Raphael Hartl                                                     | M1x         | 7:34,61    | 2.         | 7:06,21 | 2.      |               |               | 6:58,67       | 5.            | 7:00,75   | 5.        | Nie awansował | Nie awansował | 17.     |
| Juliusz Madecki Sebastian Sageder Bernd Wakolbinger Wolfgang Sigl | LM4-        | 5:54,07    | 3.         |         |         |               |               | 5:58,73       | 4.            |           |           | 6:22,85       | 4.            | 10.     |

### Zapasy
Mężczyźni - styl wolny
| Zawodnik       | Konkurencja | Runda 1                      | Runda 2                | Runda 3                | Ćwierćfinał      | Półfinał         | Finał            | Finał   |
| Zawodnik       | Konkurencja | Przeciwnik Wynik             | Przeciwnik Wynik       | Przeciwnik Wynik       | Przeciwnik Wynik | Przeciwnik Wynik | Przeciwnik Wynik | Pozycja |
| -------------- | ----------- | ---------------------------- | ---------------------- | ---------------------- | ---------------- | ---------------- | ---------------- | ------- |
| Ľuboš Čikel    | -60 kg      | Damir Zachartdinow W (6:5)   | Kenji Inoue P (0:13)   | Jeong Yeing-ho P (3:4) | Nie awansował    | Nie awansował    | Nie awansował    | 8.      |
| Radovan Valach | -96 kg      | Bartłomiej Bartnicki P (1:4) | Daniel Cormier P (0:9) | Nie awansował          | Nie awansował    | Nie awansował    | Nie awansował    | 19.     |

Kobiety - styl wolny
| Zawodnik     | Konkurencja | Runda 1                  | Runda 2                | Ćwierćfinał      | Półfinał         | Finał            | Finał   |
| Zawodnik     | Konkurencja | Przeciwnik Wynik         | Przeciwnik Wynik       | Przeciwnik Wynik | Przeciwnik Wynik | Przeciwnik Wynik | Pozycja |
| ------------ | ----------- | ------------------------ | ---------------------- | ---------------- | ---------------- | ---------------- | ------- |
| Marina Gastl | -72 kg      | Giuzel Maniurowa P (1:7) | Anita Schätzle P (1:4) | Nie awansowała   | Nie awansowała   | Nie awansowała   | 8.      |

### Żeglarstwo
Mężczyźni
| Zawodnik                           | Konkurencja | Wyścig | Wyścig | Wyścig | Wyścig | Wyścig | Wyścig | Wyścig | Wyścig | Wyścig | Wyścig | Wyścig | Punkty | Finałowa pozycja |
| Zawodnik                           | Konkurencja | 1      | 2      | 3      | 4      | 5      | 6      | 7      | 8      | 9      | 10     | M*     | Punkty | Finałowa pozycja |
| ---------------------------------- | ----------- | ------ | ------ | ------ | ------ | ------ | ------ | ------ | ------ | ------ | ------ | ------ | ------ | ---------------- |
| Andreas Geritzer                   | Laser       | 4      | 1      | 34     | 7      | 1      | 2      | 12     | 15     | 12     | 4      | 10     | 68     | srebro           |
| Roman Hagara Hans-Peter Steinacher | Tornado     | 1      | 3      | 8      | 1      | 14     | 8      | 4      | 1      | 2      | 5      | 1      | 34     | złoto            |
| Hans Spitzauer Andreas Hanakamp    | Star        | 12     | 14     | 7      | 16     | 14     | 16     | 9      | 3      | 5      | 11     | 6      | 97     | 13.              |

Open
| Zawodnik                    | Konkurencja | Wyścig | Wyścig | Wyścig | Wyścig | Wyścig | Wyścig | Wyścig | Wyścig | Wyścig | Wyścig | Wyścig | Wyścig | Wyścig | Wyścig | Wyścig | Wyścig | Punkty | Finałowa pozycja |
| Zawodnik                    | Konkurencja | 1      | 2      | 3      | 4      | 5      | 6      | 7      | 8      | 9      | 10     | 11     | 12     | 13     | 14     | 15     | M*     | Punkty | Finałowa pozycja |
| --------------------------- | ----------- | ------ | ------ | ------ | ------ | ------ | ------ | ------ | ------ | ------ | ------ | ------ | ------ | ------ | ------ | ------ | ------ | ------ | ---------------- |
| Nico Delle Karth Niko Resch | 49er        | 5      | 13     | 11     | 6      | 5      | 14     | 6      | 17     | 13     | 4      | 15     | 8      | 13     | 4      | 12     | 8      | 122    | 10.              |

M = Wyścig medalowy